# Козлов, Фёдор Андреевич
Фёдор Андрее́вич Козло́в (19 февраля 1919 — 18 ноября 1971) — советский военный деятель, участник Великой Отечественной войны, Герой Советского Союза. Полковник.

## Биография

### Довоенные годы
Родился в русской крестьянской семье. В 1939 году окончил Ставропольский педагогический институт, после чего работал директором школы.
С 1939 года — проходил службу в рядах Красной Армии. Место призыва: Шпаковский РВК, Орджоникидзевский край, Шпаковский район. В 1941 году окончил Борисовское военно-инженерное училище в Архангельске.

### Участие в Великой Отечественной войне
С 6 сентября 1941 года принимал участие в боях на фронтах Великой Отечественной войны. В 1942 году вступил в ВКП(б).

### Подвиг
1 августа 1944 года, будучи командиром 270-го инженерно-сапёрного батальона (64-я инженерно-сапёрная бригада, 8-я гвардейская армия, 1-й Белорусский фронт), обеспечил переправу трёх артиллерийских полков, миномётного дивизиона, боеприпасов и другого имущества через Вислу северо-восточнее Магнушева, что позволило развить успех в боях на плацдарме.
Указом Президиума Верховного Совета СССР от 24 марта 1945 года за мужество, отвагу и героизм в борьбе против немецко-фашистских захватчиков ему было присвоено звание Героя Советского Союза с вручением Ордена Ленина и медали «Золотая Звезда» (№ 5930).

### После войны
В 1950 году окончил Военную академию им. М. В. Фрунзе.
Занимал должности в оперативном управлении штаба Краснознамённого Закавказского военного округа в Тбилиси. Начальник оперативного управления 4-й общевойсковой армии в Баку. В 1962—1963 — военный советник при посольстве СССР в Республике Куба. Военный советник в Сомали.
18 ноября 1971 года полковник Ф. А. Козлов умер от острой сердечной недостаточности, находясь в командировке в Могадишо, Сомали. Похоронен в Ставрополе, на Октябрьском кладбище.

## Семья
Жена — Нина Васильевна Козлова. Дочь — Людмила Фёдоровна Козлова (1946—2013). Два внука.

## Награды
- Медаль «Золотая Звезда» Героя Советского Союза.
- Орден Ленина.
- Орден Отечественной войны I степени[2].
- Орден Отечественной войны II степени[3].
- Орден Красной Звезды[4].
- Орден Красной Звезды[5].
- Орден Красной Звезды.
- Медаль «За оборону Сталинграда».
- Медаль «В ознаменование 100-летия со дня рождения Владимира Ильича Ленина» (6 апреля 1970[6]).
- Медаль «За победу над Германией в Великой Отечественной войне 1941—1945 гг.» (9 мая 1945[7]).
- Юбилейная медаль «Двадцать лет Победы в Великой Отечественной войне 1941—1945 гг.» (7 мая 1965[8]).
- Медаль «Ветеран Вооружённых Сил СССР».
- Медаль «30 лет Советской Армии и Флота»[9].
- Юбилейная медаль «40 лет Вооружённых Сил СССР»[10].
- Юбилейная медаль «50 лет Вооружённых Сил СССР» (26 декабря 1967[11]).
- Знак «Гвардия».
- Знак МО СССР «25 лет Победы в Великой Отечественной войне» (24 апреля 1970[1]).

## Память
- Имя Героя высечено золотыми буквами в зале Славы Центрального музея Великой Отечественной войны в Парке Победы г. Москва.
- Установлен надгробный памятник на могиле Героя.
- Именем Ф. А. Козлова названа улица в селе Благодатное (Петровский район Ставропольского края).

## Галерея
- Барельеф на Аллее Славы в Светлограде